# Ignalin (województwo warmińsko-mazurskie)
Ignalin (dawniej niem. Reimerswalde) – wieś w Polsce położona w województwie warmińsko-mazurskim, w powiecie lidzbarskim, w gminie Lidzbark Warmiński. Wieś znajduje się w historycznym regionie Warmia.
W latach 1975–1998 miejscowość administracyjnie należała do województwa olsztyńskiego.

## Historia
Wieś założona w latach 1333–1342 przez wójta warmińskiego Henryka Lutra. Była lokalizowana w okolicach wielkiego lasu Sparwirde, co w języku Prusów oznaczało Las Kruków. Lokacja potwierdzona została w 1359 przez biskupa warmińskiego Stryprocka. W okolicy wsi rozegrała się bitwa armii napoleońskiej z wojskami prusko-rosyjskimi (10 czerwca 1807), znana jako bitwa pod Lidzbarkiem Warmińskim. Bitwa nie została rozstrzygnięta, obie strony odniosły duże straty po około 7–8 tys. zabitych i rannych. Armia pruska i rosyjska wycofała się w nocy. Do ponownego starcia doszło 14 czerwca 1807 pod Frydlandem. Rosjanie ponieśli tam klęskę i stracili 25 tys. żołnierzy. W odległości 2 km na pd.-zach. Istnieją pozostałości dawnych szańców na Górze Wiatracznej zwanej też Napoleońską. Po wojnie zmieniono nazwę miejscowości na Ignalin, której pomysłodawcami byli polscy wysiedleńcy z miejscowości Ignalino na Litwie.

## Zabytki
Gotycki kościół pw. św. Jana Ewangelisty i Matki Boskiej Częstochowskiej powstał w drugiej połowie XIV wieku, ponownie konsekrowany w 1580 po odbudowaniu ze zniszczeń. Obecny kościół to późnobarokowa budowla salowa powstała w latach 1783–1785, elewacje ozdobione pilastrami i wolutowymi szczytami, wystrój neobarokowy i neogotycki z XIX w i elementami z XVIII wieku. Wieżę wieńczy baniasty hełm. 16 maja 1786 r. kościół konsekrował bp. warmiński Ignacy Krasicki.
Pozostałe zabytki Ignalina:
- neoklasycystyczna plebania z poł. XIX w.
- dom murowany z początku XIX w.
- przydrożna kapliczka z początku XIX w. (neogotycka)
- ogrodzenie cmentarza przykościelnego z przełomu XIX i XX w.

## Galeria

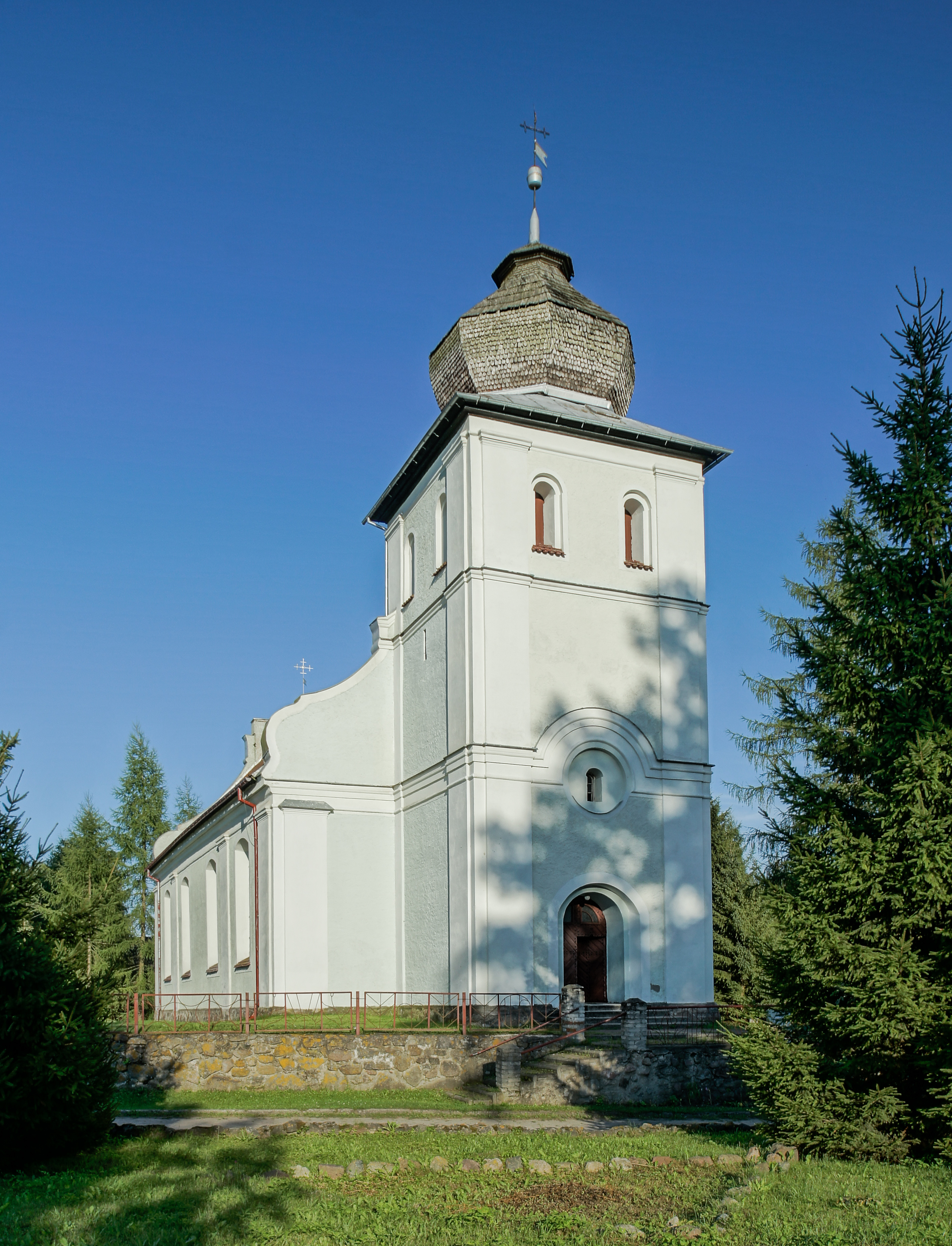
Kościół św. Jana Ewangelisty w Ignalinie
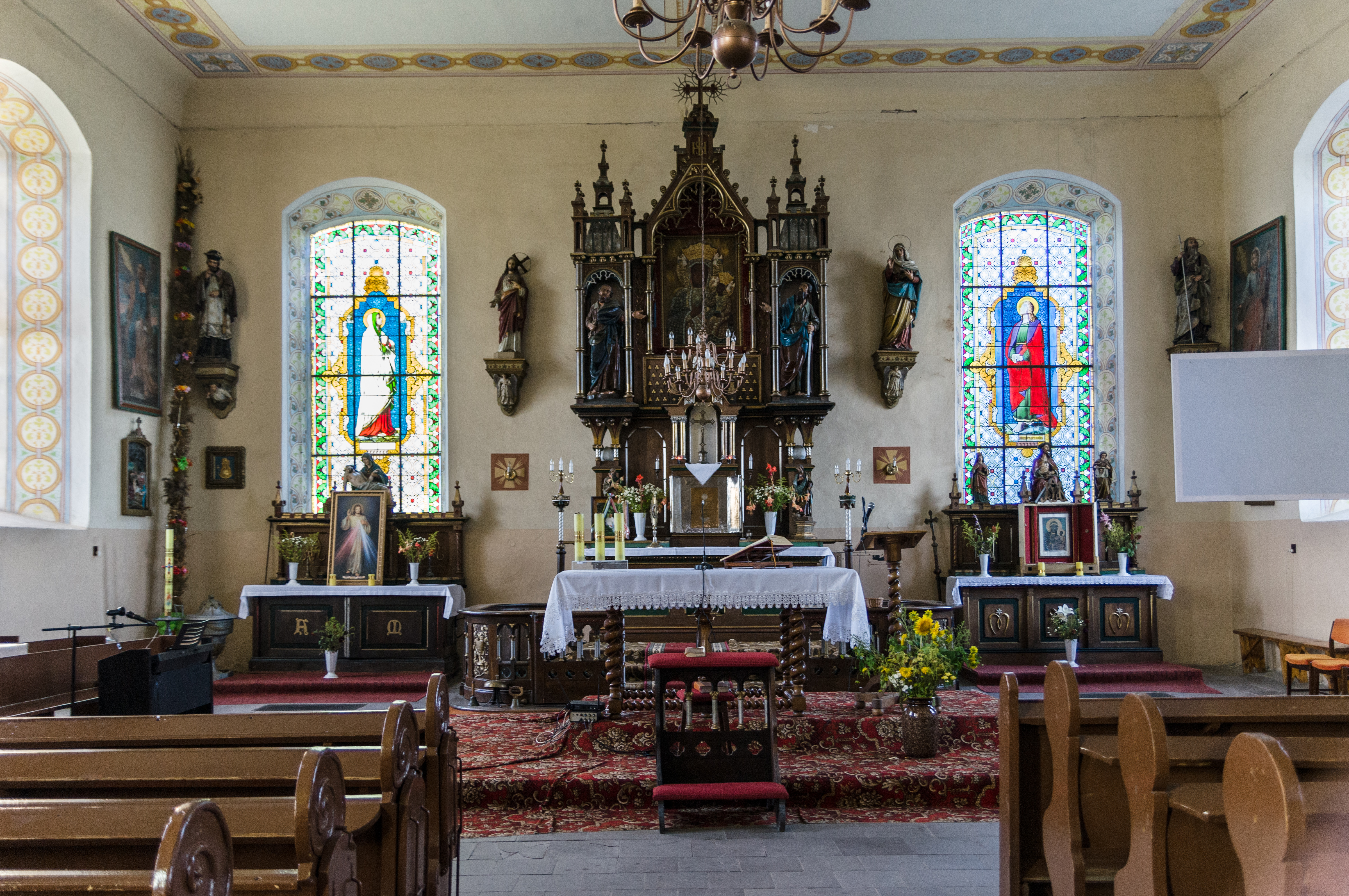
Ołtarz w kościele św. Jana Ewangelisty
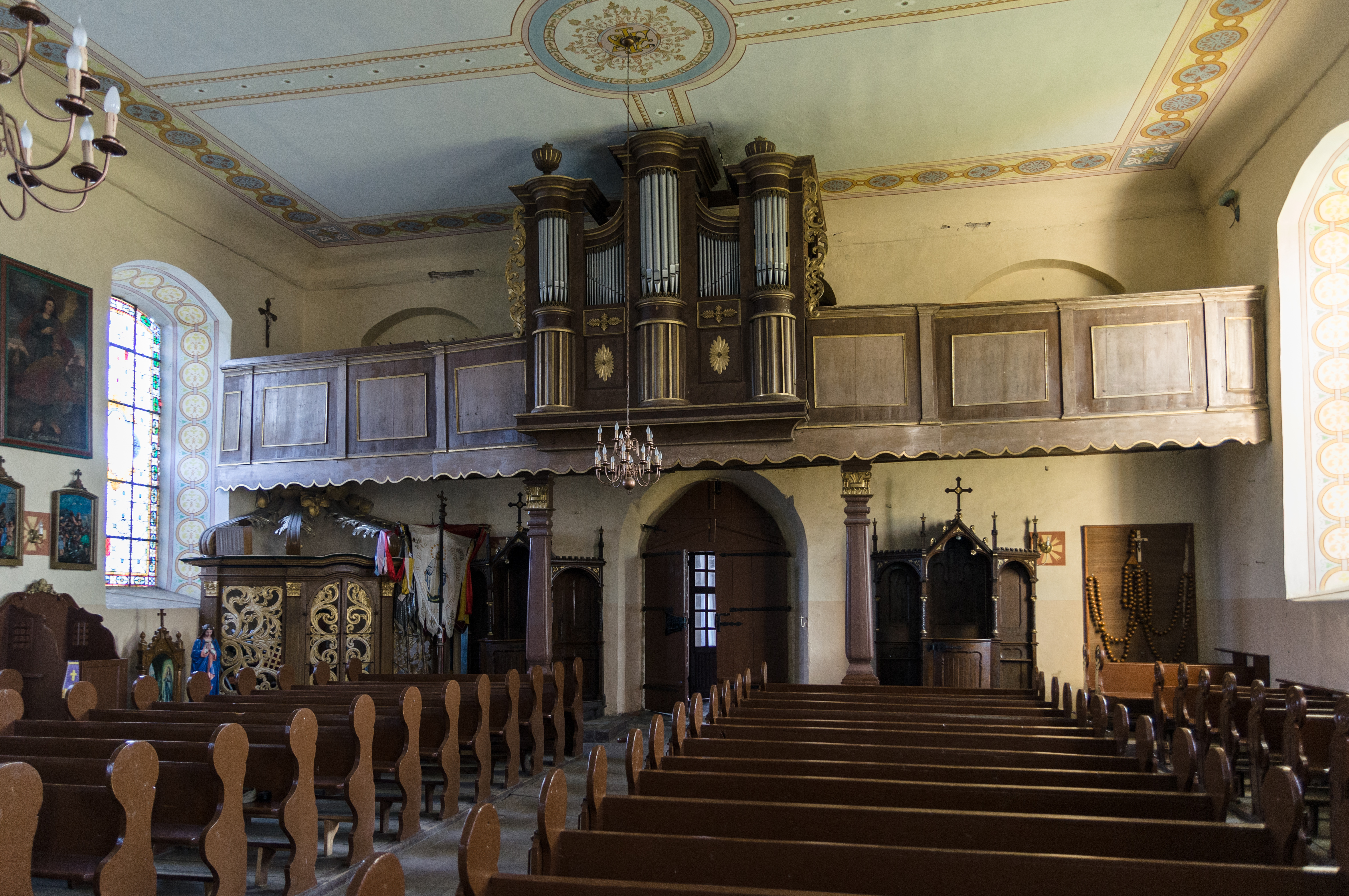
Chór w kościele św. Jana Ewangelisty
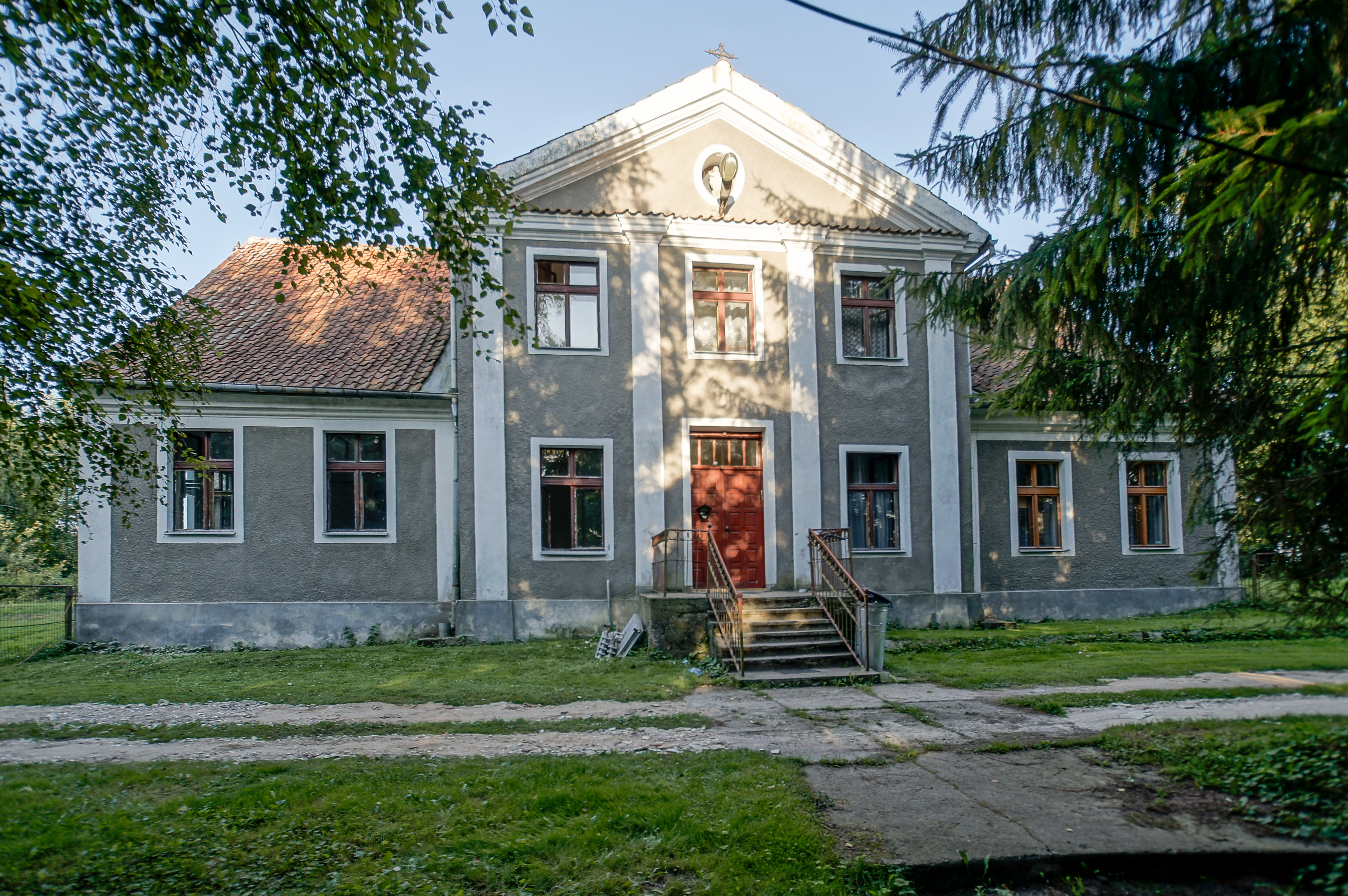
Zabytkowa plebania.